# دمير تشي خرابة سي (قشلاق الجنوبي)
دمیر تشي خرابة سي (بالفارسية: دمیرچی خرابه‌سی) هي قرية تقع في إيران في أردبيل. يقدر عدد سكانها بـ 323 نسمة .